# Ravine de l’Ermitage
Die Ravine de l’Ermitage ist ein Fluss auf der Insel Réunion, einem französischen Übersee-Département im Südwesten des Indischen Ozeans.

## Geographie
Der nur zeitweise wasserführende Fluss entspringt südwestlich von Pausé, nördlich der Straße Chemin Cimetière Hubert de Lisle auf einer Höhe von 766 Metern und fließt von dort über 9,66 Kilometer nach Westen in Richtung Indischer Ozean.
In seinem Lauf passiert der Fluss das nördlich gelegene Bras Canot und durchfließt den Sumpf Marais de l’Ermitage. Im weiteren Verlauf liegen L’Ermitage und Fond de Puits südlich des Flusses, der danach von der Route des Tamarins überbrückt wird. Von links mündet der Bras de l’Ermitage ein. Der Fluss erreicht dann L’Ermitage-les-Bains, wo er am Strand von l’Ermitage in den Indischen Ozean mündet.
In L’Ermitage-les-Bains liegt am rechten Ufer die Kirche Notre Dame de l’Ermitage und kurz vor der Mündung am linken Ufer der Kalkofen Motais.